# Wrocław-Leśnica

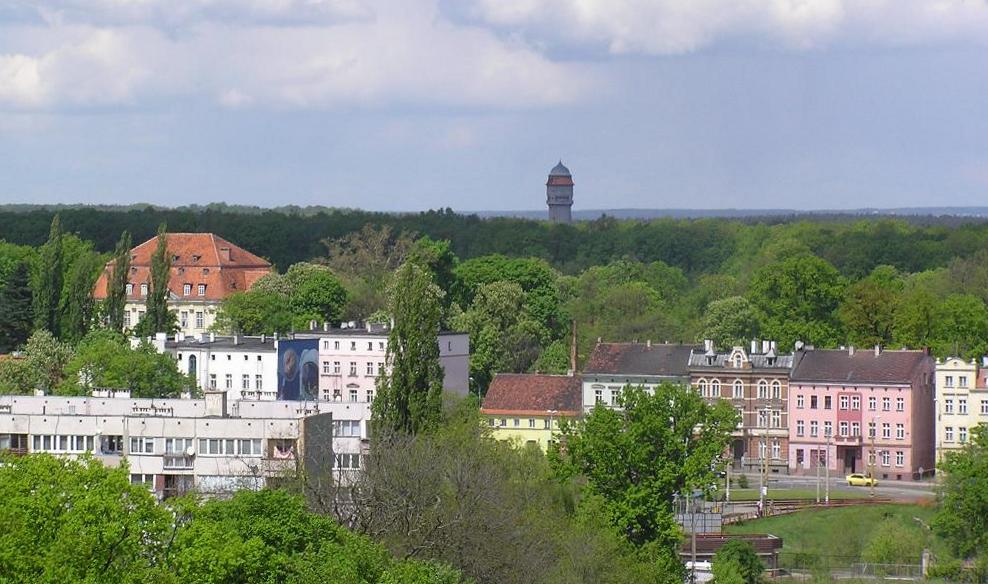
Ortsansicht

Leśnica, früher Deutsch Lissa, ist ein Stadtteil im Westen der Stadt Breslau (Wrocław). Er befindet sich rund 12 km von der Innenstadt entfernt im Stadtbezirk Fabryczna. Die Eingemeindung nach Breslau erfolgte 1928.

## Geschichte

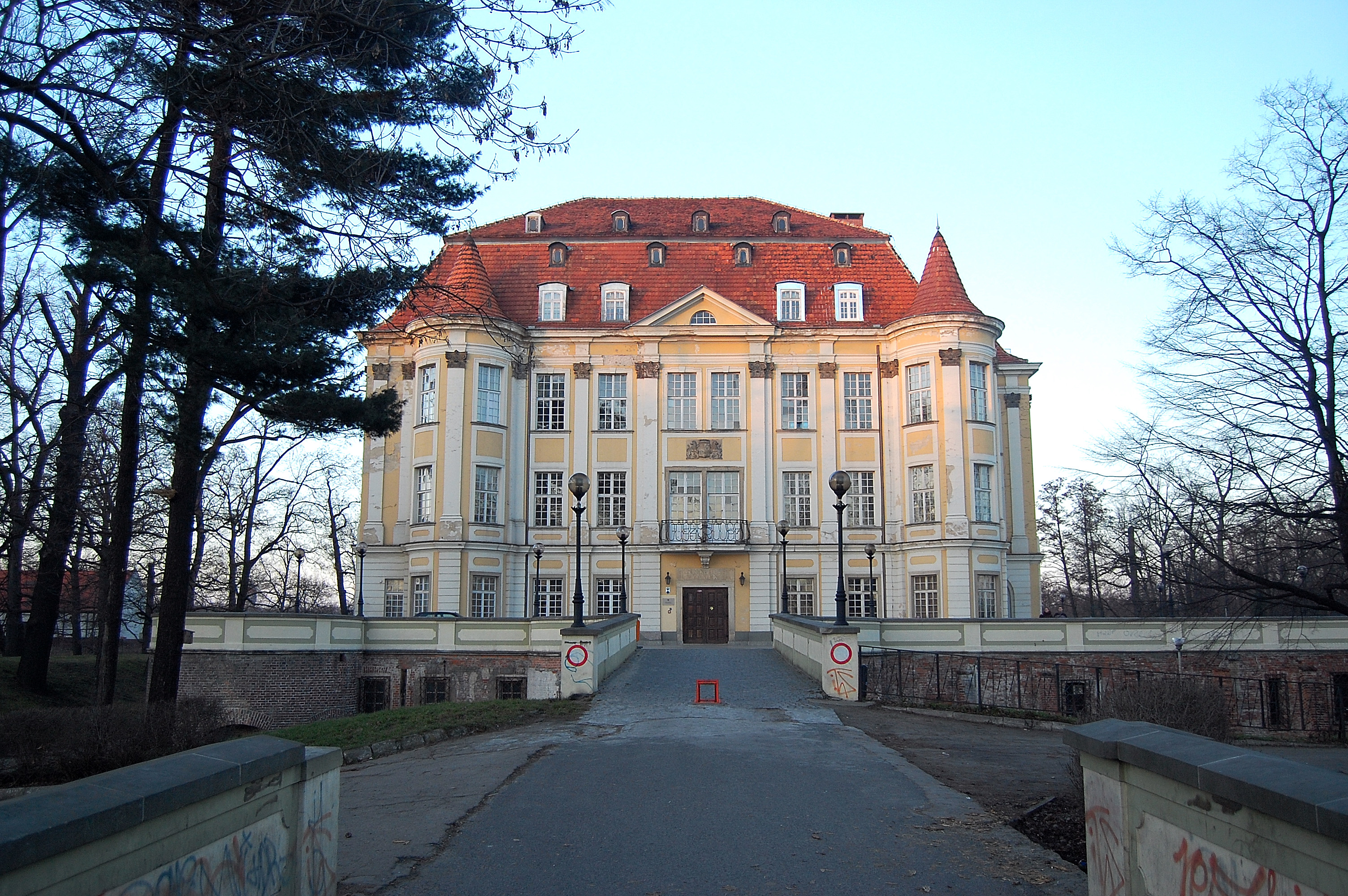
Schloss Lissa / Leśnica

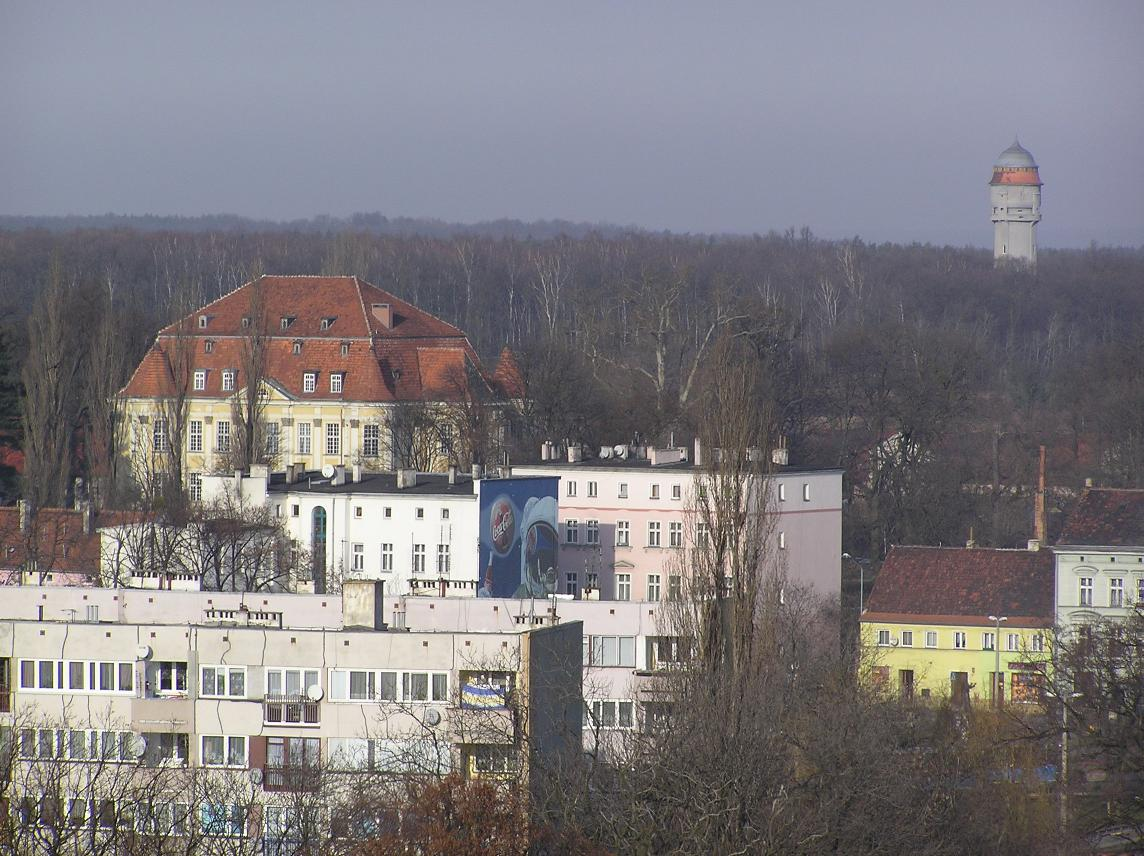
Ortsansicht

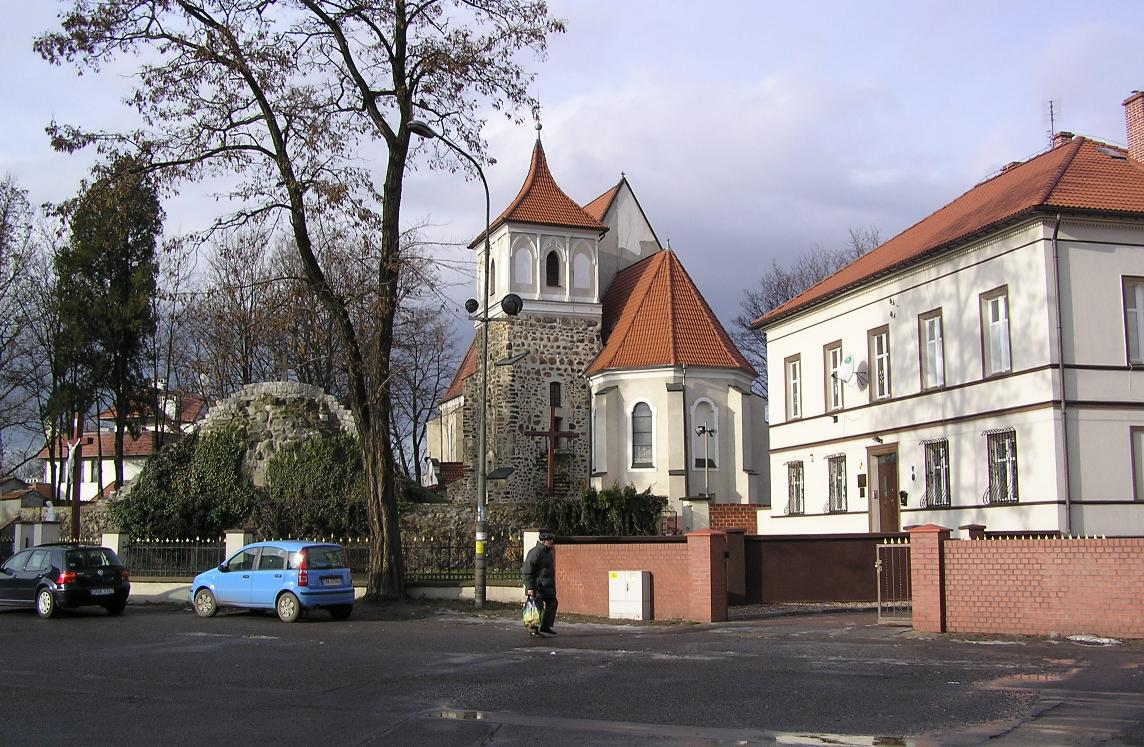
St.-Hedwigs-Kirche

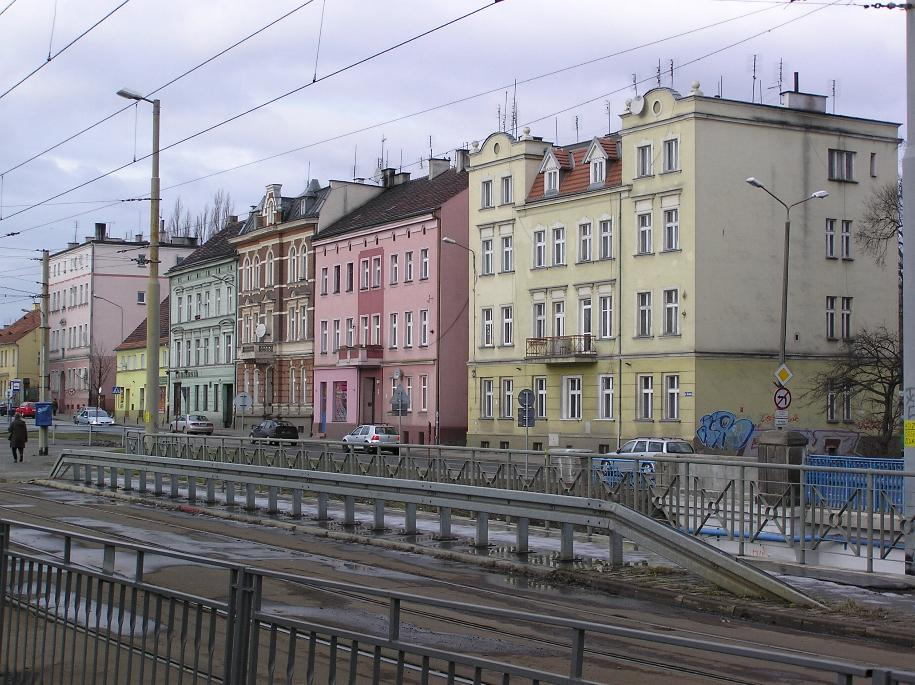
Straßenzug und Straßenbahnbrücke

Im Mittelalter errichteten die Piastenherzöge an der Furt der Hohen Straße über die Weistritz, die bis ins 15. Jahrhundert als „Lesnicz“ bzw. „Lesna“ bezeichnet wurde, einen Hof, den sie als Rast bei ihren Reisen nach Liegnitz nutzten. Erste urkundliche Nachrichten mit der Ortsbezeichnung Lesnicz oder Lesna stammen jedoch erst aus dem Jahr 1227. Die Stadtgründung muss vor 1261 erfolgt sein, ab diesem Zeitpunkt war die Stadt Sitz eines Vogtes.
Durch die Teilung des Herzogtums Schlesiens 1249 in vier Teilherzogtümer gelangte Lesnicz an das Herzogtum Breslau. Dadurch wurde der alte Rasthof nicht mehr benötigt und deshalb 1289 zusammen mit dem nordwestlich gelegenen Dorf Muckerau den Vögten überlassen. Nach dem Tod des Herzogs Heinrich VI. fiel Lesnicz zusammen mit dem Herzogtum Breslau 1335 als erledigtes Lehen an die Krone Böhmen.
Ab 1339 gehörte Lesnicz zum Besitz reicher Breslauer Kaufleute, die eine Entwicklung der Stadt nicht förderten. 1340 wurde der Stadt das seit 1266 bestehende Zollprivileg entzogen. Der Breslauer Patrizier Michael Bankau errichtete die Herrschaft Lissa und für sich ein Schloss. Im Jahr 1428 wurde die Stadt durch die Hussitenkriege zerstört, 1465 wurde sie erneut Opfer eines Krieges. Die Breslauer Patrizierfamilie Hornig, die seit 1497 Besitzer der Herrschaft war, baute das Schloss zu Beginn des 17. Jahrhunderts um. 1611 wurde Lissa freies Burglehen. Im Dreißigjährigen Krieg brannte die Stadt im Jahr 1633 nieder.
1651 ging der Besitz an Horatius von Forno über. Nachfolgend kam es zu mehreren Besitzerwechseln. Von 1733 bis 1752 waren dies die Kreuzherren mit dem Roten Stern zu Breslau, unter denen ein erneuter Umbau des Schlosses erfolgte. 1836 erwarb der Minister Carl von Wylich und Lottum das Schloss; bis 1945 verblieb es im Besitz der Familie von Veltheim-Lottum, die durch Erbe Fürsten zu Putbus geworden waren.
Die Stadt sank in ihrer Bedeutung immer mehr, seit 1736 wurde sie nur noch als Städtchen bezeichnet, fünfzig Jahre später war sie nur noch ein Dorf mit 323 Bewohnern.
Als Folge des Ersten Schlesischen Kriegs fiel Lissa zusammen mit dem größten Teil Schlesiens an Preußen. 1810 wurde die Chaussee von Berlin nach Breslau fertiggestellt, 1846 erfolgte Eisenbahnbau von Breslau über Lissa nach Liegnitz. Zu einem bedeutenden wirtschaftlichen Aufschwung kam es dadurch nicht.
Seit 1873 wurde der Ort zur Unterscheidung von der Stadt Lissa in der Provinz Posen als „Deutsch Lissa“ bezeichnet. Erst zum Ende des 19. Jahrhunderts entstanden Betriebe, u. a. Gerbereien und ein Schamottewerk, sowie Wohnsiedlungen für die Arbeiter. 1928 erfolgte die Eingemeindung nach Breslau. Im Zweiten Weltkrieg wurde in Lissa ein Außenlager des KZ Groß-Rosen errichtet.
Nach der Eroberung Breslaus durch die Rote Armee im Zweiten Weltkrieg kam auch der Stadtteil Lissa im Mai 1945 unter die Verwaltung der Volksrepublik Polen. Durch die Vertreibung und Zwangsaussiedlung der einheimischen Bevölkerung und die Ansiedlung von Polen, die im Zuge der Zwangsumsiedlung von Polen aus den ehemaligen polnischen Ostgebieten 1944–1946 vertrieben worden waren, ist der Stadtteil, wie die gesamte Stadt, seit 1947 polnischsprachig.
Seit 1950 führt von Leśnica eine Straßenbahnverbindung nach dem Breslauer Stadtteil Pilczyce (Pilsnitz), wodurch ein Anschluss an das städtische Straßenbahnnetz hergestellt wurde. Das Schloss brannte 1953 aus, seine Wiederherstellung begann in den 1960er Jahren.

### Einwohnerentwicklung
1825: 0.427 Einwohner

1885: 2063

1905: 4128

## Sehenswürdigkeiten
- Barockschloss, errichtet 1735–1740 von den Kreuzherren mit dem Roten Stern. In dem ersten Vorgängerbau aus Holz aus den 1130er Jahren starb 1201 der Breslauer Herzog Bolesław I. Im Jahr 1420 wurde eine Anlage aus Backstein errichtet und 1520–1550 im Stil der Renaissance umgebaut. Das Schloss beherbergte zahlreiche bedeutende Gäste, darunter die Könige Matthias II., Friedrich II. nach der Schlacht bei Leuthen, sowie Friedrich Wilhelm III. mit seiner Gattin Luise. Seit 1935 wurde es vom damaligen Eigentümer, Ludolf Baron von Veltheim-Lottum renoviert und umgestaltet, Veränderungen des 19. Jahrhunderts wurden beseitigt. Im Park wurde damals von dem Architekten Goetzsch ein Kino, genannt „Schlosstheater“, errichtet.

## Verkehr
Der Stadtteil liegt an der Bahnlinie Breslau–Liegnitz und verfügt über einen Bahnhof. Er ist außerdem mit der Innenstadt mit den Straßenbahnlinien 3, 10 und 20 (Stand: August 2018) verbunden.

## Persönlichkeiten
- Mortimer von Maltzahn (1793–1843), preußischer Diplomat und Außenminister
- Alfred Hillebrandt (1853–1927), Philologe
- Paul Gerd Guderian (1896–1923), Kunstmaler und Kostümbildner
- Joachim Meisner (1933–2017), Erzbischof von Köln